# Dorcadion banjkovskyi
Dorcadion banjkovskyi är en skalbaggsart som beskrevs av Plavilstshikov 1958. Dorcadion banjkovskyi ingår i släktet Dorcadion och familjen långhorningar. Inga underarter finns listade i Catalogue of Life.